# Jamie Mullarkey
Jamie Patrick Mullarkey (17 de agosto de 1994, Nueva Gales del Sur, Australia) es un artista marcial mixto australiano que compite en la división de peso ligero de Ultimate Fighting Championship.

## Primeros años
Mullarkey creció en la zona de la Costa Central, asistiendo a la Escuela Secundaria Erina. Comenzó a entrenar artes marciales mixtas a la edad de 14 años durante las temporadas de rugby para mantenerse en forma.

## Carrera de artes marciales mixtas

### Carrera temprana
Comenzando su carrera profesional en 2013, Mullarkey compiló un récord de 12-2 en la escena regional australiana, ganando el Campeonato de Peso Ligero UFN, el Campeonato de Peso Ligero Super Fight MMA y el Campeonato de Peso Pluma BRACE en el proceso. También luchó contra el futuro Campeón de Peso Pluma de la UFC, Alexander Volkanovski, por el Campeonato de Peso pluma de Australian Fighting Championship, perdiendo el combate en el primer asalto por KO.

### Ultimate Fighting Championship
Mullarkey hizo su debut en la UFC contra su compañero recién llegado, Brad Riddell en UFC 243 el 5 de octubre de 2019. Perdió el combate por decisión unánime, pero se llevó el premio a la Pelea de la Noche.
Se esperaba que Mullarkey se enfrentara a Jalin Turner el 3 de febrero de 2020 en UFC Fight Night: Felder vs. Hooker. Sin embargo, Mullarkey se vio obligado a retirarse del combate debido a una lesión y fue sustituido por Joshua Culibao.
Mullarkey hizo su segunda aparición en la organización contra Fares Ziam en UFC Fight Night: Ortega vs. The Korean Zombie el 18 de octubre de 2020. Perdió el combate por decisión unánime.
Mullarkey enfrentó a Khama Worthy en UFC 260 el 27 de marzo de 2021. Ganó por nocaut en el primer minuto del combate.
Mullarkey enfrentó a Devonte Smith el 2 de octubre de 2021 en UFC Fight Night: Santos vs. Walker. Ganó el combate por nocaut técnico en el primer asalto. Esta victoria le valió el premio a la Actuación de la Noche.
Mullarkey enfrentó a Jalin Turner el 5 de marzo de 2022 en UFC 272. Perdió la pelea por nocaut técnico en el segundo asalto.
Mullarkey enfrentó a Michael Johnson el 9 de julio de 2022 en UFC on ESPN: dos Anjos vs. Fiziev. Ganó la pelea por decisión dividida. La pelea obtuvo el premio de bonificación Pelea de la Noche.
Estaba previsto que Mullarkey se enfrentara a Magomed Mustafaev el 22 de octubre de 2022 en UFC 280. Sin embargo, Mullarkey se retiró a mediados de septiembre debido a una lesión.
Mullarkey estaba programado para enfrentarse a Nasrat Haqparast el 12 de febrero de 2023 en UFC 284. Sin embargo, Haqparast se retiró por motivos no revelados y fue reemplazado por el recién llegado Francisco Prado. Ganó la pelea por decisión unánime.
Mullarkey estaba programado para enfrentarse a Guram Kutatuledze el 3 de junio de 2023 en UFC on ESPN 46. Sin embargo, Kutatuledze se retiró de la pelea y fue reemplazado por Muhammad Naimov. Mullarkey perdió la pelea por nocaut técnico en el segundo asalto.
Mullarkey enfrentó a John Makdessi el 10 de septiembre de 2023 en UFC 293. Ganó la pelea por decisión unánime.
Mullarkey enfrentó a Nasrat Haqparast el 9 de diciembre de 2023 en UFC Fight Night 233. Perdió la pelea por nocaut en el primer asalto.
Mullarkey enfrentó a Mauricio Ruffy el 4 de mayo de 2024 en UFC 301. Perdió la pelea por nocaut en el primer asalto.

## Campeonatos y logros

### Artes marciales mixtas
- Ultimate Fighting Championship
  - Pelea de la Noche (una vez) vs. Brad Riddell[9]
  - Actuación de la Noche (una vez) vs. Devonte Smith[17]

- BRACE MMA
  - Campeón del torneo de peso pluma de la primera temporada de BRACE
  - Campeón de peso pluma de BRACE (una vez; ex)

- Urban Fight Night
  - Campeón de Peso Ligero de UFN (una vez; ex)[6]

- Superfight MMA
  - Campeón de Peso Ligero de SFMMA (una vez; ex)[7]
    - Una exitosa defensa del título

## Récord en artes marciales mixtas
| Resultado | Récord | Oponente              | Método                                 | Evento                                        | Fecha                    | Ronda | Tiempo | Localización      | Notas                                                             |
| --------- | ------ | --------------------- | -------------------------------------- | --------------------------------------------- | ------------------------ | ----- | ------ | ----------------- | ----------------------------------------------------------------- |
| Derrota   | 17-8   | Mauricio Ruffy        | TKO (golpes)                           | UFC 301                                       | 4 de mayo de 2024        | 1     | 4:42   | Río de Janeiro    |                                                                   |
| Derrota   | 17-7   | Nasrat Haqparast      | TKO (golpes)                           | UFC Fight Night: Song vs. Gutiérrez           | 9 de diciembre de 2023   | 1     | 1:44   | Las Vegas, Nevada |                                                                   |
| Victoria  | 17-6   | John Makdessi         | Decisión (unánime)                     | UFC 293                                       | 10 de septiembre de 2023 | 3     | 5:00   | Sídney            |                                                                   |
| Derrota   | 16-6   | Muhammad Naimov       | TKO (golpes)                           | UFC on ESPN: Kara-France vs. Albazi           | 3 de junio de 2023       | 2     | 2:59   | Las Vegas, Nevada |                                                                   |
| Victoria  | 16-5   | Francisco Prado       | Decisión (unánime)                     | UFC 284                                       | 12 de febrero de 2023    | 3     | 5:00   | Perth             |                                                                   |
| Victoria  | 15-5   | Michael Johnson       | Decisión (dividida)                    | UFC on ESPN: dos Anjos vs. Fiziev             | 9 de julio de 2022       | 3     | 5:00   | Las Vegas, Nevada | Pelea de la Noche.                                                |
| Derrota   | 14-5   | Jalin Turner          | TKO (golpes)                           | UFC 272                                       | 5 de marzo de 2022       | 2     | 0:46   | Las Vegas, Nevada |                                                                   |
| Victoria  | 14-4   | Devonte Smith         | TKO (golpes)                           | UFC Fight Night: Santos vs. Walker            | 2 de octubre de 2021     | 2     | 2:51   | Las Vegas, Nevada | Actuación de la Noche.                                            |
| Victoria  | 13-4   | Khama Worthy          | KO (golpes)                            | UFC 260                                       | 27 de marzo de 2021      | 1     | 0:46   | Las Vegas, Nevada |                                                                   |
| Derrota   | 12-4   | Farès Ziam            | Decisión (unánime)                     | UFC Fight Night: Ortega vs. The Korean Zombie | 18 de octubre de 2020    | 3     | 5:00   | Abu Dhabi         |                                                                   |
| Derrota   | 12-3   | Brad Riddell          | Decisión (unánime)                     | UFC 243                                       | 5 de octubre de 2019     | 3     | 5:00   | Melbourne         | Pelea de la Noche.                                                |
| Victoria  | 12-2   | Edimar Teixeira       | TKO (retiro)                           | Superfight MMA 11                             | 3 de mayo de 2019        | 2     | 5:00   | Punchbowl         | Defendió el Campeonato de Peso Ligero de SFMMA.                   |
| Victoria  | 11-2   | Abel Brites           | TKO (golpes)                           | Superfight MMA 9                              | 16 de noviembre de 2018  | 2     | 1:51   | Punchbowl         | Ganó el Campeonato de Peso Ligero de SFMMA.                       |
| Victoria  | 10-2   | Josh Togo             | TKO (golpes)                           | Urban Fight Night 15                          | 14 de abril de 2018      | 1     | 5:00   | Liverpool         | Regreso al peso ligero. Ganó el Campeonato de Peso Ligero de UFN. |
| Victoria  | 9-2    | Jesse Medina          | TKO (golpes)                           | BRACE 51                                      | 28 de octubre de 2017    | 3     | N/A    | Sídney            |                                                                   |
| Derrota   | 8-2    | Luke Catubig          | TKO (codazos)                          | BRACE 42                                      | 13 de agosto de 2016     | 2     | 4:19   | Canberra          |                                                                   |
| Derrota   | 8-1    | Alexander Volkanovski | KO (puñetazo)                          | AFC 15                                        | 19 de mayo de 2016       | 1     | 3:23   | Melbourne         | Por el Campeonato de Peso Pluma de AFC.                           |
| Victoria  | 8-0    | Greg Criticos         | Sumisión (estrangulamiento por detrás) | BRACE 37                                      | 21 de noviembre de 2015  | 2     | 3:01   | Canberra          | Ganó el Campeonato de Peso Pluma de BRACE.                        |
| Victoria  | 7-0    | David Simmons         | TKO (golpes)                           | BRACE 36                                      | 19 de septiembre de 2015 | 1     | 2:47   | Sídney            |                                                                   |
| Victoria  | 6-0    | Stefan Rosa           | Sumisión (estrangulamiento por detrás) | BRACE 33                                      | 18 de abril de 2015      | 1     | 4:13   | Newcastle         |                                                                   |
| Victoria  | 5-0    | JJ Van Aswegen        | TKO (lesión de rodilla)                | BRACE: Tournament Season 1 Final              | 22 de noviembre de 2014  | 1     | 0:49   | Canberra          |                                                                   |
| Victoria  | 4-0    | Byron Cowell          | Sumisión (estrangulamiento por detrás) | BRACE 28                                      | 8 de agosto de 2014      | 1     | 4:47   | Cammeray          |                                                                   |
| Victoria  | 3-0    | Joshua Pecastaing     | TKO (golpes)                           | BRACE 26                                      | 15 de marzo de 2014      | 3     | 0:49   | Sídney            | Regreso al peso pluma.                                            |
| Victoria  | 2-0    | David Greaves         | Decisión (unánime)                     | Roshambo MMA 2                                | 1 de febrero de 2014     | 3     | 5:00   | Brisbane          | Debut en el peso ligero.                                          |
| Victoria  | 1-0    | Luke Hume             | TKO (golpes)                           | BRACE 23                                      | 26 de octubre de 2013    | 1     | 4:59   | Townsville        | Debut en el peso pluma.                                           |